# Jokkmokks kommun
Jokkmokk kommun er en kommune i Norrbottens län i Sverige. Den er især kendt for sit samemarked med samesløjd, som afholdes hvert år i februar.

## Byer i Jokkmokks kommun
- Jokkmokk
- Kåbdalis
- Mattisudden
- Murjek
- Porjus
- Tårrajaur
- Vaikijaur
- Vuollerim